# ریواق
ریواق  یک منطقهٔ مسکونی در اردن است که در استان امان واقع شده‌است.